# Estádio das Antas
L'Estádio das Antas, era un estadi principalment de futbol localitzat a Porto, Portugal.
A l'estadi hi jugava com a local a l'equip del FC Porto. Va ser inaugurat el dia 28 de maig de 1952 reemplaçant l'antic Campo da Constituição.
L'estadi originalment comptava amb una pista d'atletisme que va ser remoguda el 1986, per augmentar la capacitat de l'estadi a 65.000 places. L'any 1997, no obstant això, s'hi van posar seients, i la capacitat es va reduir a 50.000 persones el 1977.
El dia 24 de gener de 2004 es va jugar l'últim partit a l'estadi, quan ja havia estat inaugurat l'Estádio do Dragão, a pocs metres, que seria la seu del FC Porto.